# Tadeusz Słobodzianek
Tadeusz Słobodzianek (* 26. dubna 1955, Jenisejsk, SSSR) je polský dramaturg, režisér a divadelní kritik.

## Život a dílo
Narodil se na Sibiři, kam odvedli jeho rodiče Sověti. Po jeho narození se rodiče navrátili do Polska, a Tadeusz vyrůstal ve Białymstoku. V letech 1974–1979 vystudoval dramaturgii na Jagellonské univerzitě v Krakově.
Jeho prvotinou byla hra Historia o żebraku i osiołku (česky Příběh o žebráku a oslovi), publikovaná v roce 1980. Dále je autorem např. oceněné hry Nasza klasa (česky Naše třída), kterou publikoval v roce 2008 a kterou na jeviště uvedlo v roce 2012 jako svoji premiéru pražské divadlo Komedie.